# Saint-Sauflieu
Saint-Sauflieu és un municipi francès situat al departament del Somme i a la regió dels Alts de França. L'any 2007 tenia 877 habitants.

## Demografia

### Població

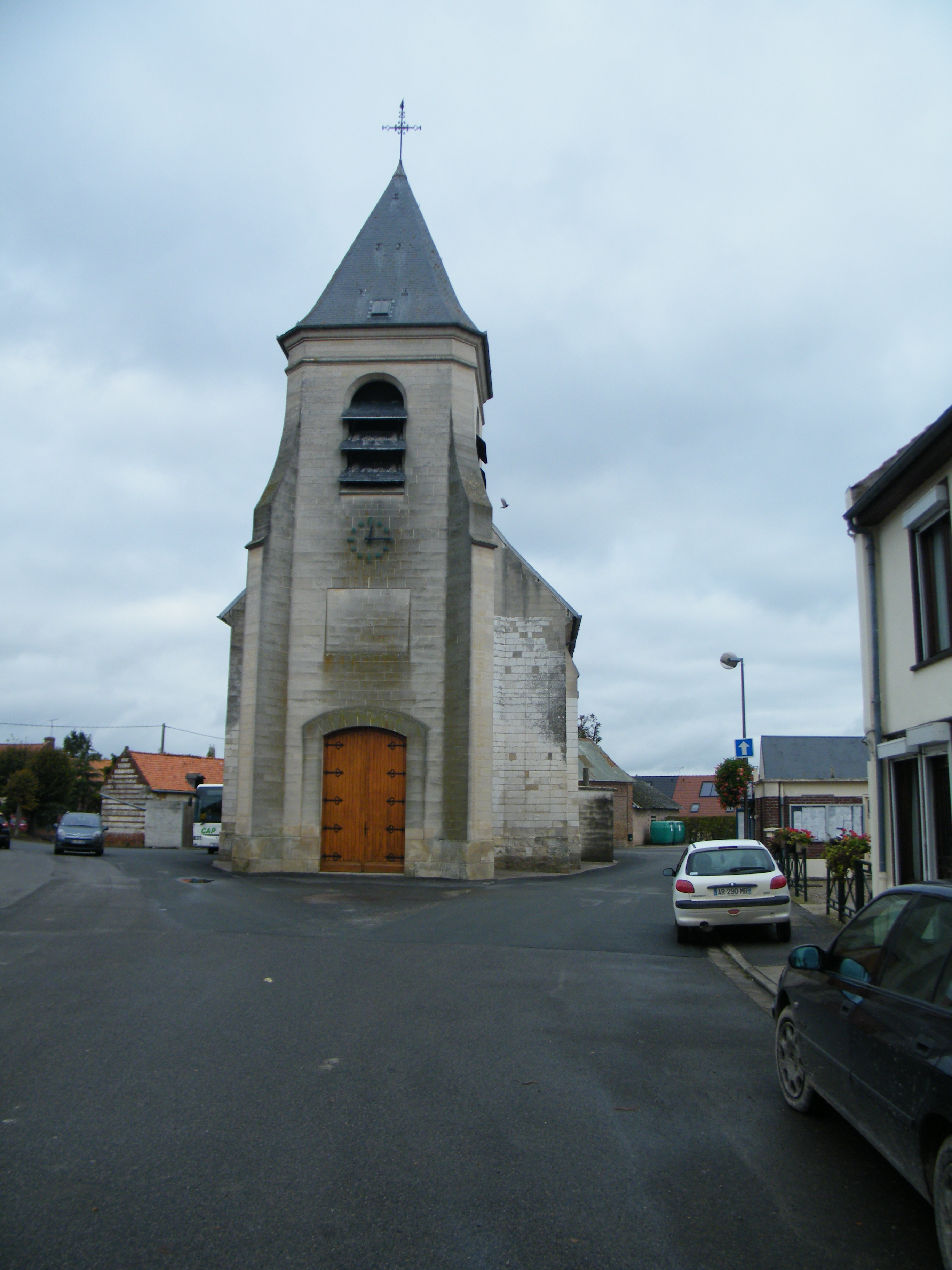

El 2007 la població de fet de Saint-Sauflieu era de 877 persones. Hi havia 341 famílies de les quals 68 eren unipersonals (36 homes vivint sols i 32 dones vivint soles), 100 parelles sense fills, 149 parelles amb fills i 24 famílies monoparentals amb fills.
La població ha evolucionat segons el següent gràfic:
Habitants censats

### Habitatges
El 2007 hi havia 366 habitatges, 344 eren l'habitatge principal de la família, 5 eren segones residències i 17 estaven desocupats. 358 eren cases i 6 eren apartaments. Dels 344 habitatges principals, 296 estaven ocupats pels seus propietaris, 33 estaven llogats i ocupats pels llogaters i 15 estaven cedits a títol gratuït; 4 tenien una cambra, 7 en tenien dues, 35 en tenien tres, 67 en tenien quatre i 231 en tenien cinc o més. 275 habitatges disposaven pel capbaix d'una plaça de pàrquing. A 128 habitatges hi havia un automòbil i a 194 n'hi havia dos o més.

### Piràmide de població

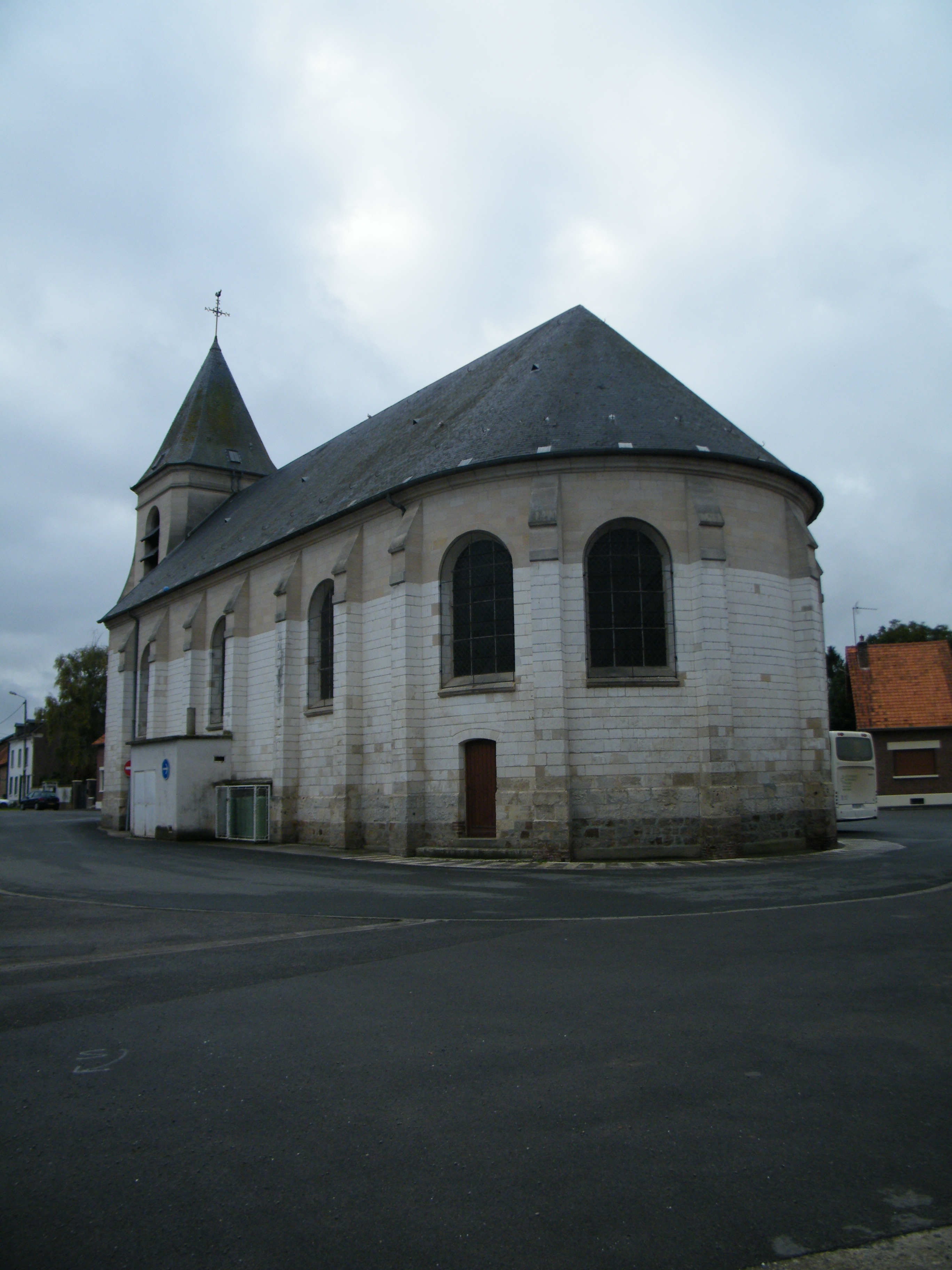

La piràmide de població per edats i sexe el 2009 era:
| Homes | Edats   | Dones |
| ----- | ------- | ----- |
| 0     | 95 o +  | 0     |
| 0     | 90 a 94 | 4     |
| 8     | 85 a 89 | 12    |
| 4     | 80 a 84 | 4     |
| 8     | 75 a 79 | 8     |
| 12    | 70 a 74 | 24    |
| 20    | 65 a 69 | 20    |
| 16    | 60 a 64 | 32    |
| 16    | 55 a 59 | 16    |
| 32    | 50 a 54 | 28    |
| 24    | 45 a 49 | 40    |
| 48    | 40 a 44 | 44    |
| 32    | 35 a 39 | 32    |
| 36    | 30 a 34 | 36    |
| 24    | 25 a 29 | 28    |
| 16    | 20 a 24 | 40    |
| 36    | 15 a 19 | 40    |
| 36    | 10 a 14 | 40    |
| 8     | 5 a 9   | 60    |
| 28    | 0 a 4   | 28    |

## Economia

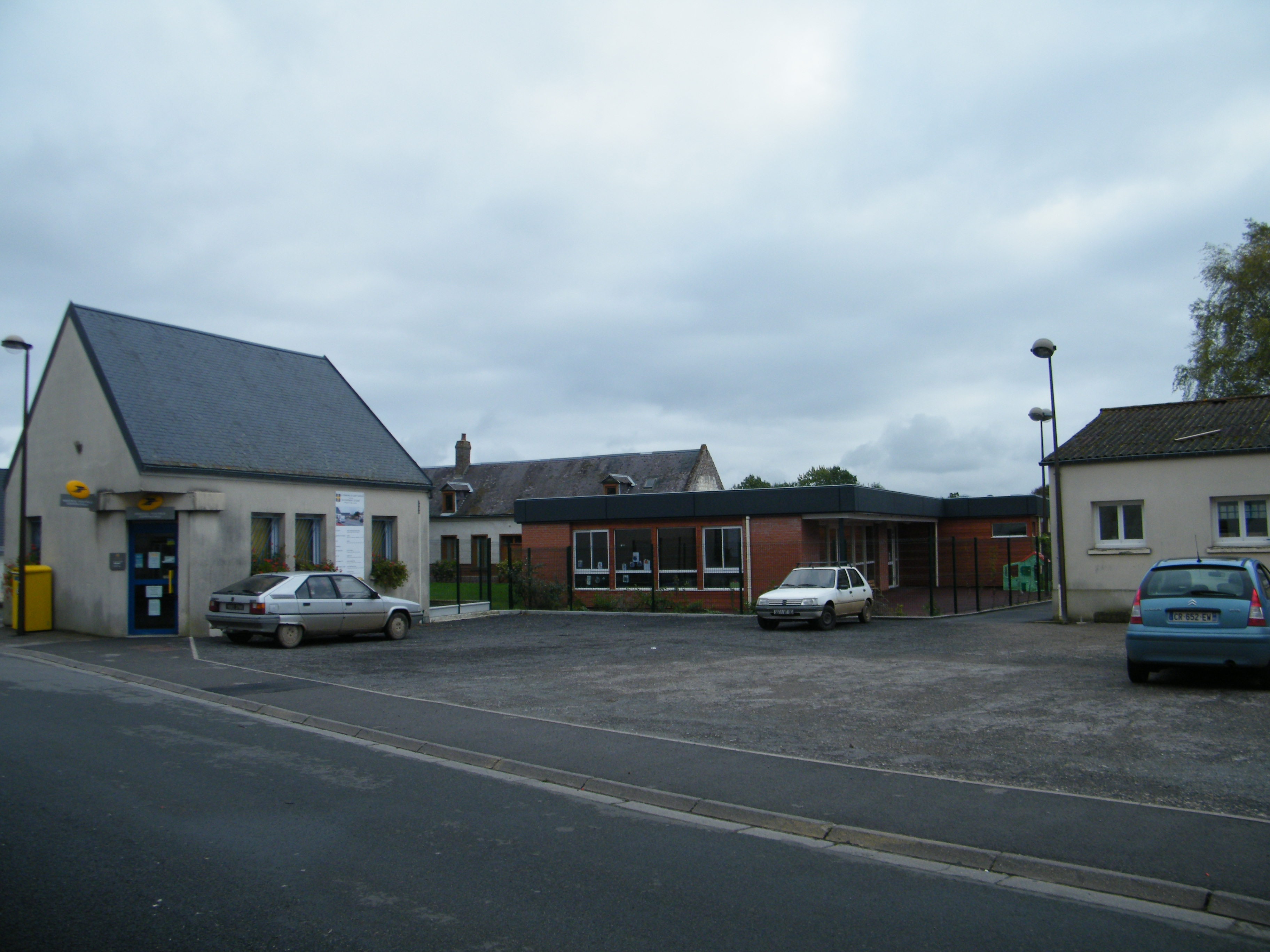

El 2007 la població en edat de treballar era de 613 persones, 454 eren actives i 159 eren inactives. De les 454 persones actives 423 estaven ocupades (227 homes i 196 dones) i 31 estaven aturades (18 homes i 13 dones). De les 159 persones inactives 66 estaven jubilades, 58 estaven estudiant i 35 estaven classificades com a «altres inactius».

### Ingressos
El 2009 a Saint-Sauflieu hi havia 348 unitats fiscals que integraven 905 persones, la mediana anual d'ingressos fiscals per persona era de 20.388 €.

### Activitats econòmiques
Dels 17 establiments que hi havia el 2007, 1 era d'una empresa alimentària, 5 d'empreses de construcció, 3 d'empreses de comerç i reparació d'automòbils, 2 d'empreses de transport, 2 d'empreses d'hostatgeria i restauració, 1 d'una empresa immobiliària, 1 d'una empresa de serveis i 2 d'entitats de l'administració pública.
Dels 7 establiments de servei als particulars que hi havia el 2009, 1 era una gendarmeria, 1 oficina de correu, 1 paleta, 1 guixaire pintor, 1 fusteria, 1 lampisteria i 1 restaurant.
L'únic establiment comercial que hi havia el 2009 era una fleca.
L'any 2000 a Saint-Sauflieu hi havia 15 explotacions agrícoles que ocupaven un total de 936 hectàrees.

## Equipaments sanitaris i escolars
L'únic equipament sanitari que hi havia el 2009 era una farmàcia.
El 2009 hi havia una escola elemental.

## Poblacions més properes
El següent diagrama mostra les poblacions més properes.